# Lasiambia palposa
Lasiambia palposa är en tvåvingeart som först beskrevs av Carl Fredrik Fallén 1820.  Lasiambia palposa ingår i släktet Lasiambia, och familjen fritflugor. Arten är reproducerande i Sverige.